# Västerlanda
Västerlanda är en bebyggelse i Lilla Edets kommun i Västra Götalands län, belägen cirka 7 km söder om Lilla Edet. SCB avgränsar här en tätort sedan 2023. Den utgör en utökning av den tidigare småorten Ballabo och Kyrkeby med de två sammanväxta orterna, Ballabo och Kyrkeby.